# Заси Беец
Заси Оливия Беец (на английски: Zazie Olivia Beetz) е немско-американска актриса, известна с ролята на Ванеса Кийфър в сериала „Атланта“. През 2018 г. изиграва Домино на Марвел Комикс във филма „Дедпул 2“.

## Ранни години
Родена е на 25 май 1991 г. в Берлин. Баща ѝ е германски майстор, а майка ѝ е афроамериканка, социален работник от Ню Йорк. От малка се интересува от актьорско майсторство. В училище участва в театрални постановки. Беец ходи на детска градина и училище в Берлин, а като по-голяма израства в Манхатън.